# Amphicervicinae
Amphicervicinae es una subfamilia de foraminíferos bentónicos de la familia Polysaccamminidae, de la superfamilia Psammosphaeroidea, del suborden Saccamminina y del Orden Astrorhizida. Su rango cronoestratigráfico abarca el Silúrico inferior.

## Discusión
Clasificaciones previas hubiesen incluido Amphicervicinae en la superfamilia Astrorhizoidea, así como en el suborden Textulariina del orden Textulariida.

## Clasificación
Amphicervicinae incluye al siguiente género:
- Amphicervicis †